# Volodymyr Struk
Volodymyr Oleksiiovych Struk (ucraniano: Володимир Олексійович Струк; Lozivs'kyi, 15 de maio de 1964 - Kreminna, 2 de março de 2022) foi um político ucraniano.

## Vida
Struk formou-se na Universidade Estadual de Assuntos Internos de Luhansk.
Membro do Partido das Regiões e mais tarde da Plataforma de Oposição — Pela Vida, serviu na Verkhovna Rada de 2012 a 2014.
Em 2020, foi eleito prefeito da cidade de Kreminna, localizada no Oblast de Luhansk. Desde 2014, posicionava-se de maneira favorável a criação da República Popular de Luhansk e posteriormente a anexação do território separatista ucraniano a Rússia.

### Morte
Struk foi encontrado morto a tiros em Kreminna, da qual era prefeito desde 2020, em 2 de março de 2022, aos 57 anos, na invasão da Ucrânia pela Rússia em 2022.
A morte foi confirmada pelo Ministro do Interior da Ucrânia, Anton Gerashchenko, que afrimou que Struk "assumiu ativamente uma posição russa na última semana" e que Struk era um "apoiador ativo da República Popular de Luhansk pró-russa (LPR)".